# Société de saint Joseph du Sacré-Cœur
La société de saint Joseph du Sacré-Cœur (en latin : Societas Sodalium Sancti Joseph a Sacro Corde) ou joséphites forment une société de vie apostolique de droit pontifical.
Ils ne doivent pas être confondus avec les Joséphites de Belgique, fondés au diocèse de Gand.

## Historique
```

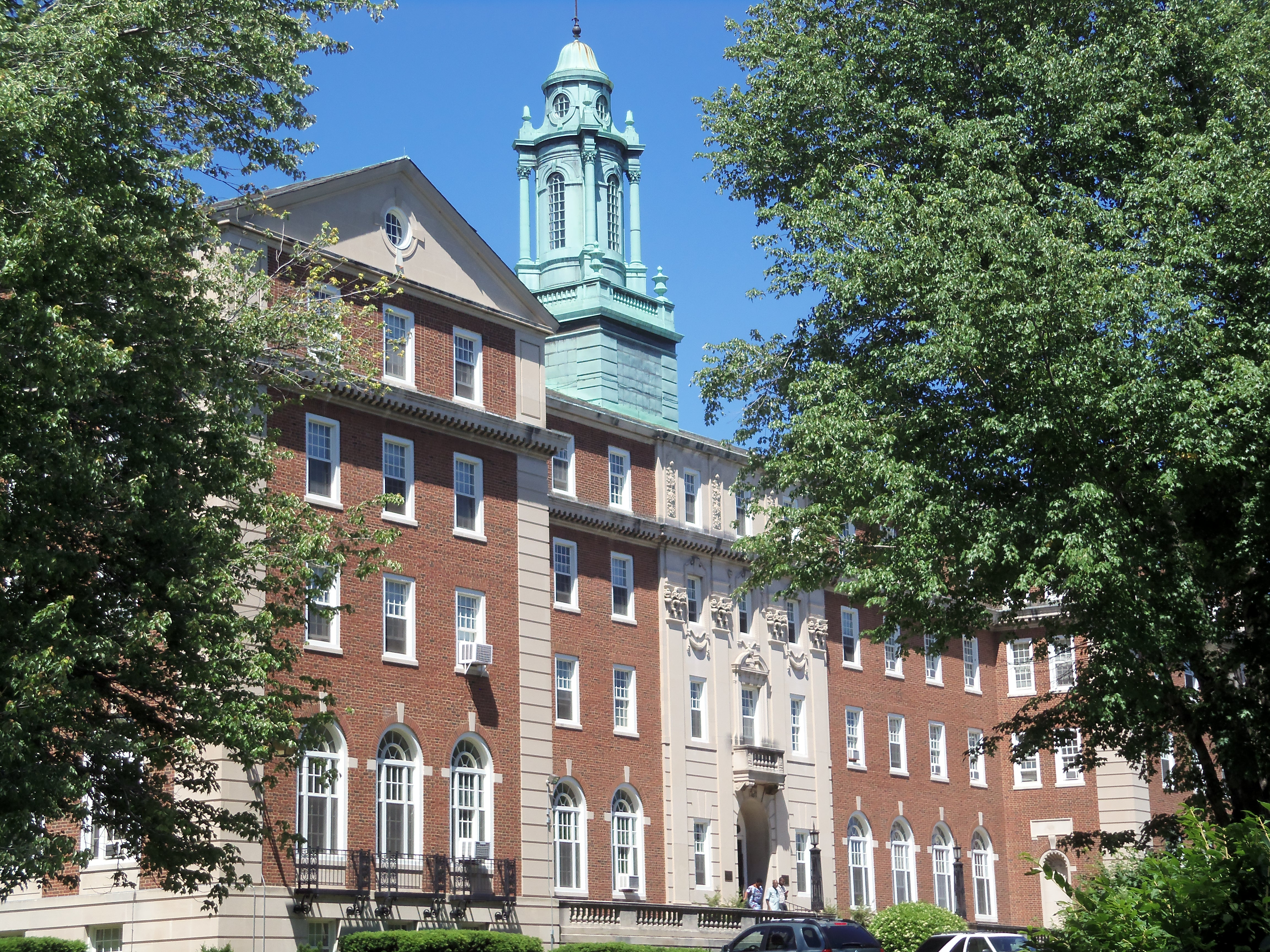
Séminaire Saint-Joseph
```

En 1871, à la suggestion du pape Pie IX, Herbert Vaughan, envoie quatre missionnaires de Mill Hill d'Angleterre aux États-Unis pour mener à bien l'apostolat parmi les anciens esclaves noirs affranchis après la guerre de Sécession.
La société de Mill se propage rapidement aux États-Unis, en 1892 le prêtre américain John Slattery (1851 - 1926), avec le soutien de l'archevêque de Baltimore, Mgr James Gibbons (1869 - 1962) organise la province américaine des missionnaires de Mill Hill en une province autonome de la société mère, les religieux constituent alors une nouvelle congrégation dédiée au Sacré-Cœur de Jésus. Dès le départ, la société est interracial, car parmi ce petit groupe de prêtres Joséphites se trouve le père Charles Uncles, premier prêtre afro-américain à être formé et ordonné aux États-Unis (Les premiers prêtres afro-américains sont formés et ordonnés à l'étranger : James Augustine Healy (en) (1830-1900) métis, est formé au séminaire Saint-Sulpice et ordonné à la cathédrale Notre-Dame de Paris, il fut 2e évêque de Portland ; son frère Patrick Francis Healy (en) (1834-1910) jésuite, étudie à l'université catholique de Louvain et ordonné en Belgique, il deviendra recteur de l'université de Georgetown. Augustus Tolton étudie à Rome, il est ordonné à la basilique Saint-Jean-de-Latran). L'engagement de l'apostolat envers les afro-américains est de promouvoir les enseignements de l'Église mais aussi la justice sociale et la création d'écoles. L'institut reçoit du pape Pie XI le décret de louange le 6 mai 1932.

## Activités et diffusion
Les pères joséphites du Sacré-Cœur se dédient à l'évangélisation et aux services de la communauté afro-américaine.
Ils sont présents dans plusieurs États américains : Alabama, Californie, Louisiane, Maryland, Mississippi, Texas, Virginie, District de Columbia.
La maison généralice est à Baltimore.
À la fin 2008, la société comptait 42 maisons et 98 membres dont 74 prêtres.

## Source
- (it) Cet article est partiellement ou en totalité issu de l’article de Wikipédia en italien intitulé « Società di San Giuseppe del Sacro Cuore » (voir la liste des auteurs).